# ジャパンフローラ2000
ジャパンフローラ2000は、兵庫県淡路町と東浦町で2000年3月18日から9月17日まで184日間開催された、博覧会である。通称は淡路花博（あわじはなはく）。

## テーマ
人と自然のコミュニケーション

## 開場
9時30分 - 18時、7月1日 - 9月3日は21時30分まで

## 入場料
大人2,900円、シルバー2,000円、高校生1,500円、小･中学生800円、幼児400円

## 会場
兵庫県淡路島淡路町・東浦町、主会場は国営明石海峡公園（淡路地区）、淡路夢舞台など約96ヘクタール

### 会場内ゾーン

#### にぎわいゾーン
世界の花を展示する「花の館」、太古の昔から人と自然との関わりを紹介する「緑と都市の館」、イベント会場の「ふれあいステージ」とアミューズメントパーク。

#### フローラゾーン
世界各国の庭園を紹介する「国際庭園」、「テラスガーデン」、「淡路・虹の花壇」、「ひょうごの庭」などがある。中心に花の中海がありボート乗船が可能である。

#### 夢舞台ゾーン
ゾーン中腹に「百段苑」、野外劇場の近くに「貝の浜」、淡路夢舞台温室「奇跡の星の博物館」などがある。ホテルや展望レストランなどがある。

## 主催
国際園芸・造園博「ジャパンフローラ2000日本委員会」、財団法人夢の架け橋記念事業協会

## 特別協力
農林水産省、建設省

## アクセス
- 神戸市内（高速舞子、JR舞子駅前、三宮、新神戸）
- 兵庫県内（岩屋、西浦線〈岩屋・海の駅・震災記念公園経由〉、明石、西脇、三田、山崎、尼崎）
- 大阪府内（大阪〈梅田、難波、上本町、阿部野橋〉、大阪空港、枚方・樟葉、守口）
- 京都府内（京都駅八条口）
- 奈良県内（奈良・学園前、高の原・東生駒、八木・高田）
- 和歌山県内（和歌山市駅）
- 愛知県内（名古屋）